# Kochanów (Petite-Pologne)
Pour les articles homonymes, voir Kochanów.
Kochanów est une localité polonaise de la gmina de Zabierzów, située dans le powiat de Cracovie en voïvodie de Petite-Pologne.